# Voile (textiel)

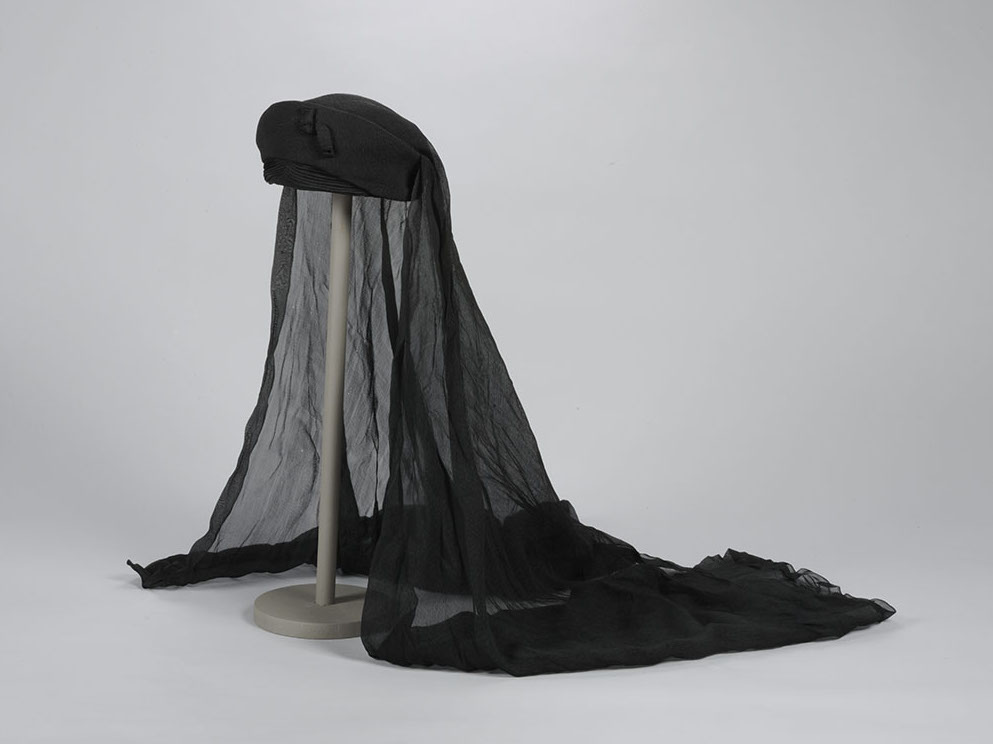
Zwarte toque met voile

Voile is een wijdmazig, iets transparant weefsel, vervaardigd van garen met een sterke twist, in effenbinding. Meest gebruikte grondstoffen zijn katoen of linnen, maar ook zijde en kunstmatig vervaardigde garens als polyester of viscose worden gebruikt. Het kan zowel effen als bedrukt, geborduurd of gebrocheerd geleverd worden.
De term ‘voile’ is afgeleid van het Franse woord voor sluier, waarvoor de stof vaak werd gebruikt. Voile werd oorspronkelijk alleen voor kleding gebruikt, later ook voor vitrage.

## Soorten
- Bij heel of vol voile zijn zowel de inslag als de ketting getwijnd. Dit is de beste kwaliteit voile.
- Bij halfvol voile is alleen de ketting getwijnd, de inslag is enkelvoudig.
- Imitatie voile bestaat geheel uit enkelvoudig garen. Dit is de minste kwaliteit voile.